# Философски начала на цялостното знание (Соловьов)
„Философски начала на цялостното знание“ (на руски: Философские начала цельного знания) е философско съчинение на руския философ Владимир Соловьов. То е писано и публикувано през 1877 г., когато Соловьов е на 24 г. Остава незавършено.